# Olenítxevo
Olenítxevo (Оленичево en rus) - és un poble de l'óblast de Penza, a Rússia, el 2004 tenia 32 habitants.